# Edward Reekers
Edward Reekers (Hengelo, 24 mei 1957) is een Nederlandse zanger, dialoogregisseur en stemacteur.

## Carrière
Hij werd geboren als zoon van Martin Reekers die toen werkzaam was bij de spoorwegen en tussen 1970 en 1989 burgemeester van Berkel en Rodenrijs zou worden. De muziek zat er al snel in bij Reekers, of het nu de mondharmonica (prille jeugd), gitaar (van broer Martin) of piano (hij les) was, maar de zang was voor hem het best. Al op de lagere school zong hij op podium liedjes van The Beatles. Na de verhuizing van Enschede naar Berkel en Rodenrijs ging Reekers leren aan de havo van het Laurenscollege in Rotterdam. Hij sloot zich aan bij de schoolband Suzy Creamcheese (vrij naar Frank Zappa), waar hij mocht zingen, maar ook gitaar, toetsen en drums mocht spelen. Zijn interesse lag nog niet bij de progressieve rock; zijn eerste elpee was Then play on van Fleetwood Mac (uit hun bluesperiode). Onder invloed van Pink Floyd (Atom Heart Mother) en Yes (Tales from Topographic Oceans) verschoof zijn aandacht naar progressieve rock. Toch bleef ook Paul McCartney een idool en de latere Peter Gabriel ook.
Hij was in die tijd ook fan van Kayak, kocht hun platen en ging naar hun concerten. Kayak zocht in 1978 een nieuwe zanger, Max Werner wilde drummen. Een advertentie in Melody Maker liep op niets uit. Reekers werd gebeld omdat hij op aandringen van een vriend een demo naar Ton Scherpenzeel had gestuurd. Scherpenzeel belde hem op. Er werd geoefend en hij werd aangenomen, ging meteen mee op tournee door Duitsland met Kaz Lux in het voorprogramma. Het stemgeluid van Reekers lijkt enigszins op dat van Werner, maar is minder rauw. Reekers is de zanger van het grootste singlesucces van Kayak, Ruthless Queen van het album Phantom of the Night. Tijdens liveconcerten speelt hij ook keyboard en gitaar. Reekers was de zanger van Kayak van 1978 tot de breuk in 1982. Hij was niet betrokken bij de reünie van 1999, maar werkte wel mee aan verschillende concerten in 2003 en hij verving Bert Heerink bij gelegenheid.
In 2005 was Reekers een van de zangers op het "Nostradamus"-project en hij werd naast zangeres Cindy Oudshoorn de leadzanger na het vertrek van Heerink na Nostradamus. De samenwerking liep wederom spaak in 2014. 
Reekers was betrokken bij veel andere albums van Nederlandse en Belgische artiesten en hij werkt ook mee als stem voor reclames en tekenfilms. Reekers is ook actief als acteur en regisseur, in het bijzonder bij nasynchronisatieproducties, waaronder de Harry Potter-films en diverse Disney-tekenfilms. Edward is vader van stemacteur Trevor Reekers. Verder is Reekers leadzanger op verschillende albums van Ayreon, een project van de Nederlandse artiest Arjen Anthony Lucassen, en zingt hij mee op het album Hollingsworth Mansion van Magoria, een project van de Nederlandse gitarist Mark Bogert
Edward Reekers heeft 4 soloalbums uitgebracht. Hij werd op zijn eerste album bijgestaan door de ex-Kayak-leden Max Werner en Johan Slager. Solosingles verschenen in het Engels, Duits en Nederlands. Tevens is hij bekend van reclamemuziek Merci, dat jij er bent, in zowel zang als regie, van snoepproducent Storck.
Na wederom een breuk met Kayak in 2014 richtte Reekers samen met Kayak-zangeres Cindy Oudshoorn en Kayak-gitarist Joost Vergoossen Symfo Classics op. Samen met Jan van Olfen (bas), Werner van Gool (toetsen) en Hubert Heeringa (multi-instrumentalist) gaven ze concerten waarbij het repertoire van derden uit het genre symfonische rock werd uitgevoerd. Eind 2018 stapte hij uit dat project; in 2019 kreeg het in Progproms een opvolger met leden van Fous (Bobby Jacobs), Knight Area (Mark Bogert) etc.
Op 4 augustus 2023 presenteerde hij zijn vierde solo-album, getiteld The Liberty Project,  in De Boerderij in Zoetermeer. Hierbij traden ook artiesten op die hebben meegewerkt aan het album, waaronder Damian Wilson, Mark Bogert en Cindy Oudshoorn.

## Discografie

### Soloalbums
- 1981, The Last Forest
- 1993, Stages
- 2008, Child of the Water
- 2023, The Liberty Project

### MetKayak
- 1978, Phantom of the Night
- 1980, Periscope life
- 1981, Merlin
- 1981, Eyewitness
- 2005, Nostradamus – the fate of man
- 2007, Kayakoustic Live
- 2008, Coming Up for Air
- 2008, The anniversary concert/The anniversary box (Live)
- 2009, Letters from Utopia
- 2010, I'm in the Band – Vertaling Zang
- 2011, Anywhere but here
- 2014, Cleopatra - The crown of Isis

### Met Friends
- 1988, It wasn't supposed to hurt so bad
- 1990, The Commandments (by Tom Parker)

### MetAyreon
- 1995, The Final Experiment
- 1996, Actual Fantasy
- 1998, Into the Electric Castle
- 2000, Universal Migrator Part 1: The Dream Sequencer
- 2000, Ayreonauts Only

Met Magoria
- 2024, Hollingsworth Mansion

## Filmografie

### Nasynchronisatie televisie
- Budgie de Kleine Helikopter – Overige stemmen en Leaderzang
- Animaniacs – Nederlandse stemmenregie
- Dexter's Laboratory – Dexters vader
- Kim Possible – Lord Montgomery "Monty" Fiske / Duff Killigan / Señor Senior Senior / Señor Senior Junior / Mr. Steve Barkin
- Phineas en Ferb – Overige stemmen en zang
- Pokémon – Uitvoering PokéRap, Todd en andere stemmen
- Rescue Rangers – Leaderzang
- Goof Troop – Leaderzang
- What's New, Scooby-Doo? – Leaderzang
- Sesamstraat – Chrissy en Kingston Livingston
- Pieter Post – Zang en Dieter Post (neef van Pieter)
- Fantastic Four (2006) – Tony Stark, Bruce Banner, Diablo
- Legends of Chima – Lagravis
- De Legende van Korra – Protestant / Korra's vader / Politieofficier / Leider van de Witte Lotus
- American Dragon: Jake Long – Jonathan Long
- Avatar: De Legende van Aang – Overige stemmen
- De Legende van Prins Valiant – Prins Valiant
- Kleine Rode Tractor - Leaderzang
- Action Man (2000) – Brandon Caine
- Snorkels (animatieserie) – Gouverneur Nathals, Dr. Galjoen Zeewaardig
- Bobobobs – Harry
- De Grimmige Avonturen van Billy en Mandy – Irwin
- Robotboy – Constantine (Constantijn), Professor Moshimo
- Batman: The Brave and the Bold – Dr. William Milton Magnus, Thomas Wayne (in "Invasion of the Secret Santas!"), Per Degaton, Spectre, Martian Manhunter / J'onn J'onzz, Monsieur Mallah, Telle-Teg
- Marsupilami – Apen
- Shinzo – Koning Niper
- What If...? – Dum Dum Dugan en J.A.R.V.I.S.
- Star Wars: The Clone Wars (animatieserie) – Obi-Wan Kenobi
- Star Wars Rebels – Cham Syndulla en Obi-Wan Kenobi
- Star Wars: The Bad Batch – Cham Syndulla
- Star Wars: Tales of the Jedi – Obi-Wan Kenobi
- Star Wars: Visions - Zhima

### Nasynchronisatie film
- Assepoester – de Prins
- Roodkapje – Ongeïdentificeerde rol
- Mulan – Ling (Zang)
- De Kleine Zeemeermin – piraten / zeewezens
- Harry Potter en de Steen der Wijzen – Haast Onthoofde Henk (John Cleese)
- Harry Potter en de Geheime Kamer – Haast Onthoofde Henk (John Cleese)
- Harry Potter en de Gevangene van Azkaban – Tom (Jim Tavaré)
- Harry Potter en de Relieken van de Dood - Deel 1 – Roelof Malkander (Steffan Rhodri)
- Star Wars: The Clone Wars – Obi-Wan Kenobi
- Toy Story 2 – Overige stemmen
- The Incredibles – Overige stemmen
- WALL-E – Overige stemmen
- Shrek 2 – Overige stemmen
- Hotel Transylvania, Hotel Transylvania 2, Hotel Transylvania 3: Summer Vacation & Hotel Transylvania: Transformania – De Onzichtbare Man (Frederik-Willem)
- Barbie als Rapunzel (2002) – dikke soldaat
- Barbie en het Zwanenmeer (2003) – Reggie
- Barbie als de prinses en de bedelaar (2004) – Preminger & Nack
- Barbie als de Eilandprinses (2007) – Azul
- Barbie en de Drie Musketiers (2009)
- Barbie in een Modesprookje (2010)
- Tom and Jerry Meet Sherlock Holmes (2010)
- Scared Shrekless (2010) – Het enge marionettenkoor
- The Muppets (2011) – Overige stemmen
- The Lego Movie (2014) – Shakespeare
- Barbie De Parel Prinses (2014)
- The Lego Batman Movie (2017) – Alfred Pennyworth
- Christopher Robin (2018) – Giles Winslow
- Ralph Breaks the Internet (2018) – Overige stemmen
- Encanto (2021) – Osvaldo
- Pinocchio (2022) – Dottore
- Once Upon a Studio (2023) – Meneer Pad

## Computerspellen
| Titel                                                               | Van       | Rol(len)                                        |
| ------------------------------------------------------------------- | --------- | ----------------------------------------------- |
| Harry Potter en de Gevangene van Azkaban (Nederlandse versie)       | 2004      | Diverse                                         |
| De Legende van Spyro: een Draak is Geboren (Nederlandse versie)     | 2006      | Cyril                                           |
| De Legende van Spyro: De Eeuwige Nacht (Nederlandse versie)         | 2007      | Cyril                                           |
| De Legende van Spyro: De Opkomst van een Draak (Nederlandse versie) | 2008      | Cyril                                           |
| Harry Potter en de Halfbloed Prins (Nederlandse versie)             | 2009      | Vincent Korzel, Giffard Abbott                  |
| Disney Infinity (Nederlandse versie)                                | 2014-2015 | Obi-Wan Kenobi, J.A.R.V.I.S., Emperor Palpatine |
| Deliver Us The Moon                                                 | 2018      | William McArthur                                |
| Deliver Us Mars                                                     | 2023      | William McArthur                                |